# Loreto, Zacatecas
Loreto är en ort i Mexiko.   Den ligger i kommunen Loreto och delstaten Zacatecas, i den centrala delen av landet, 400 km nordväst om huvudstaden Mexico City. Loreto ligger 2 032 meter över havet och antalet invånare är 19 779.
Terrängen runt Loreto är platt åt nordväst, men åt sydost är den kuperad. Runt Loreto är det ganska tätbefolkat, med 80 invånare per kvadratkilometer. Loreto är det största samhället i trakten. Trakten runt Loreto består till största delen av jordbruksmark.